# Mesoiulus ciliciensis
Mesoiulus ciliciensis är en mångfotingart som beskrevs av Pius Strasser 1975. Mesoiulus ciliciensis ingår i släktet Mesoiulus och familjen kejsardubbelfotingar. Inga underarter finns listade i Catalogue of Life.